# مورا هارينجتون
مورا هارينجتون (بالإنجليزية: Maura Harrington)‏ هي ناشِطة أيرلندية، ولدت في 15 سبتمبر 1953.